# 新幹線1000型電聯車
新幹線1000型電力動車組（日语：／ Shinkansen 1000 gata densha */?），是日本國有鐵道在1962年為了作東海道新幹線0系量產前而製造的先行實驗車輛。有2輛編組和4輛編組兩個版本。2輛編組（A編組）為1001、1002号；4輛編組（B編組）為1003、1004、1005、1006号。

## 構造
車體為鋼製，車頭就是參考飛機設計和風洞實驗結果製造的，車門使用了嵌入式設計，在車側面中間位置設有顯示列車車序的小窗。
車体全長25公尺，車体闊3.38公尺，車体高3.95公尺。此外，車体下方的除障器比0系還要長。

### 電機系統
跟0系一樣，動力系統為低壓可變接點控制（電阻控制），但是連續定格輸出為170kW，比0系低；而且電動機型號是MT911型和MT912型，這兩款電動機均是0系沒有用到的。刹车系統則和0系一樣，搭載了發電制動和電磁直通制動，於50km/h以上就會完全使用電力制動。

### 塗色
由於新幹線的定位本是「超级特快列车」，所以當初計劃的塗色和國鐵特急一樣是紅色，但是最後都是塗上了現今使用的藍色。和0系一樣的是，塗色為藍20号（新幹線藍）和奶油10號兩種色。A編組的車體塗色是以白色為主調，再在車身上下塗上藍色帶；B編組則在窗旁塗上藍色，成為日後0系的標準樣式。

## 版本

### A編組
- 1001：大阪方向的駕駛車。車體由汽車製造生產，定員56人，駕駛室用上了曲面玻璃，轉向架為雙彈簧式軸箱支持DT9002型。
- 1002：東京方向的駕駛車。車體由日本車輛製造（日車）生產，定員80人，駕駛室同樣用上了曲面玻璃，轉向架為圓筒案内式軸箱支持（SIG式）DT9001型。

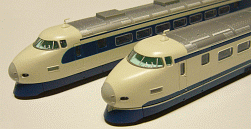
離遠的是B編成1003號車卡，較近的是A編成1001號車卡

### B編組
- 1003：大阪方向的駕駛車。車體由日立製作所生產，定員70人，駕駛室用上了曲面玻璃，轉向架為平行大樑式軸箱支持DT9006型。
- 1004：動力車。車體由日立製作所生產，定員70人，車身裝上了日立社內提出的X型鋼體，所以為六角形車窗。轉向架為可以安裝混合雙彈簧式軸箱支持（綿登式和IS式）及平行大樑式軸箱支持的DT9004型。
- 1005：動力車。車體由川崎車輛生產，定員80人，轉向架為軸箱支持DT9005型。
- 1006：東京方向的駕駛車，車體由近畿車輛生產，定員80人。駕駛室為平面玻璃，台車轉向架為圓筒案内式軸箱支持DT9003型。

## 實績
1962年6月開始在鴨宮實驗線區作試驗。同年7月，列車時速達到110km/h。8月時，A編組加設了觀測井，成為了架線試驗車。9月時列車時速達到160km/h；10月31日時列車超越200km/h之時速。之後於1963年3月30日作速度提升試驗，B編組創下了電聯車（當時）最高速度256km/h，日本國鐵更製作記念鐵牌放在車上。在1963年6月8日A編組和B編組進行了併連運行試驗。

## 新幹線開業後
1964年新幹線開業後，A編組改為「Doctor Yellow」941型救援車，B編組改為「Doctor Yellow」922型電氣試驗車。1975年8月15日，當時大量初期生產的0系因為車體老化而需要退役及解體，而國鐵濱松工場正好要測試新幹線車輛的解體機器，A編組和B編組直到解體這一刻仍繼續為新幹線科技進行測試的任務。
2005年3月23日，日本郵政公社發行了印有1000型的特別記念郵票。而現在，1000型測試用的PS9009型集電弓存放在日本鐵道博物館作為展品。

## 保存车辆

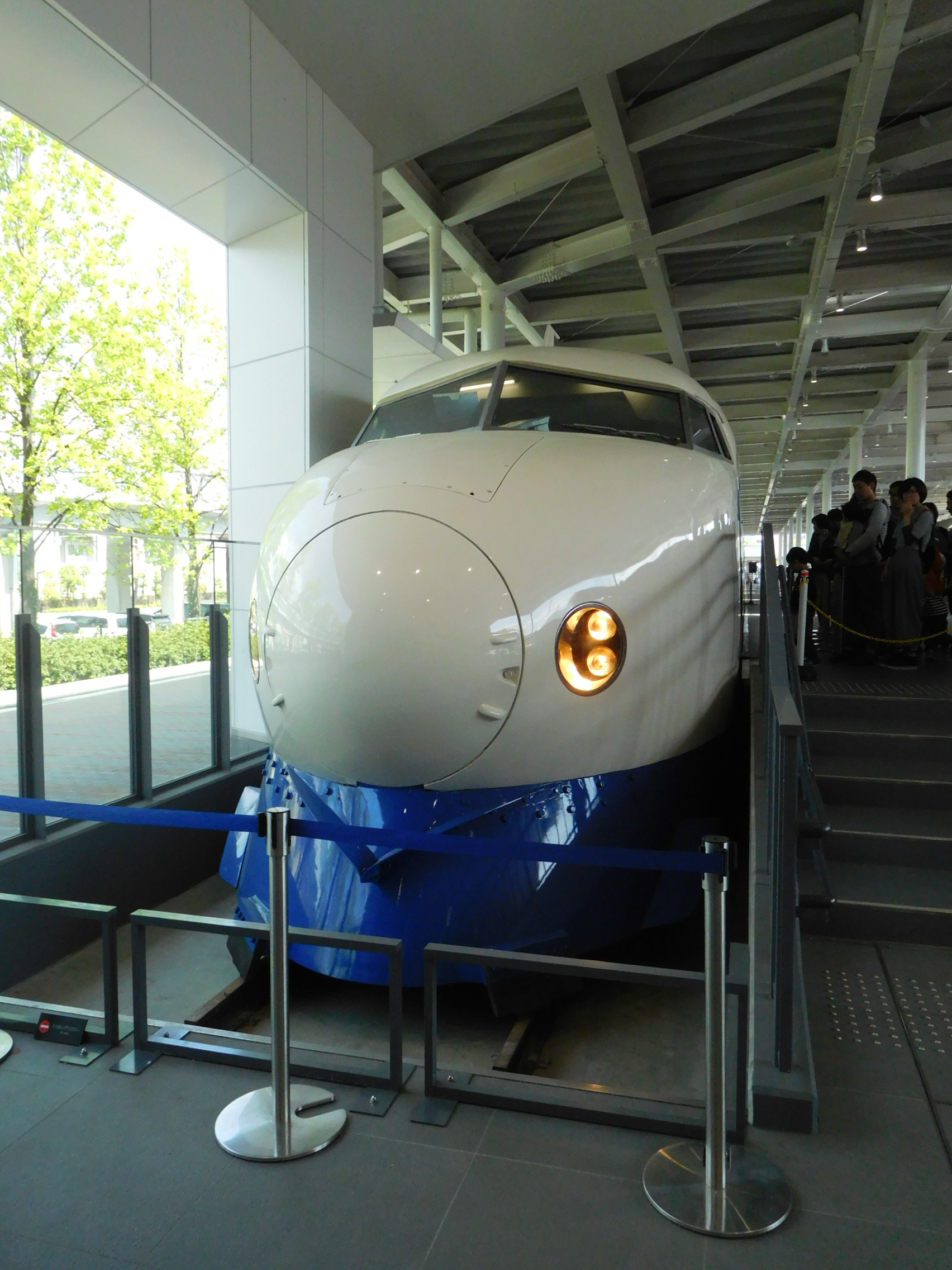
22-1

没有像1000型那样保存下来的车辆，但前C编成21-1、22-1和16-1在0系结束商业运营后被存放在交通科学博物馆。后来被接管并保存在新成立的京都铁道博物馆。

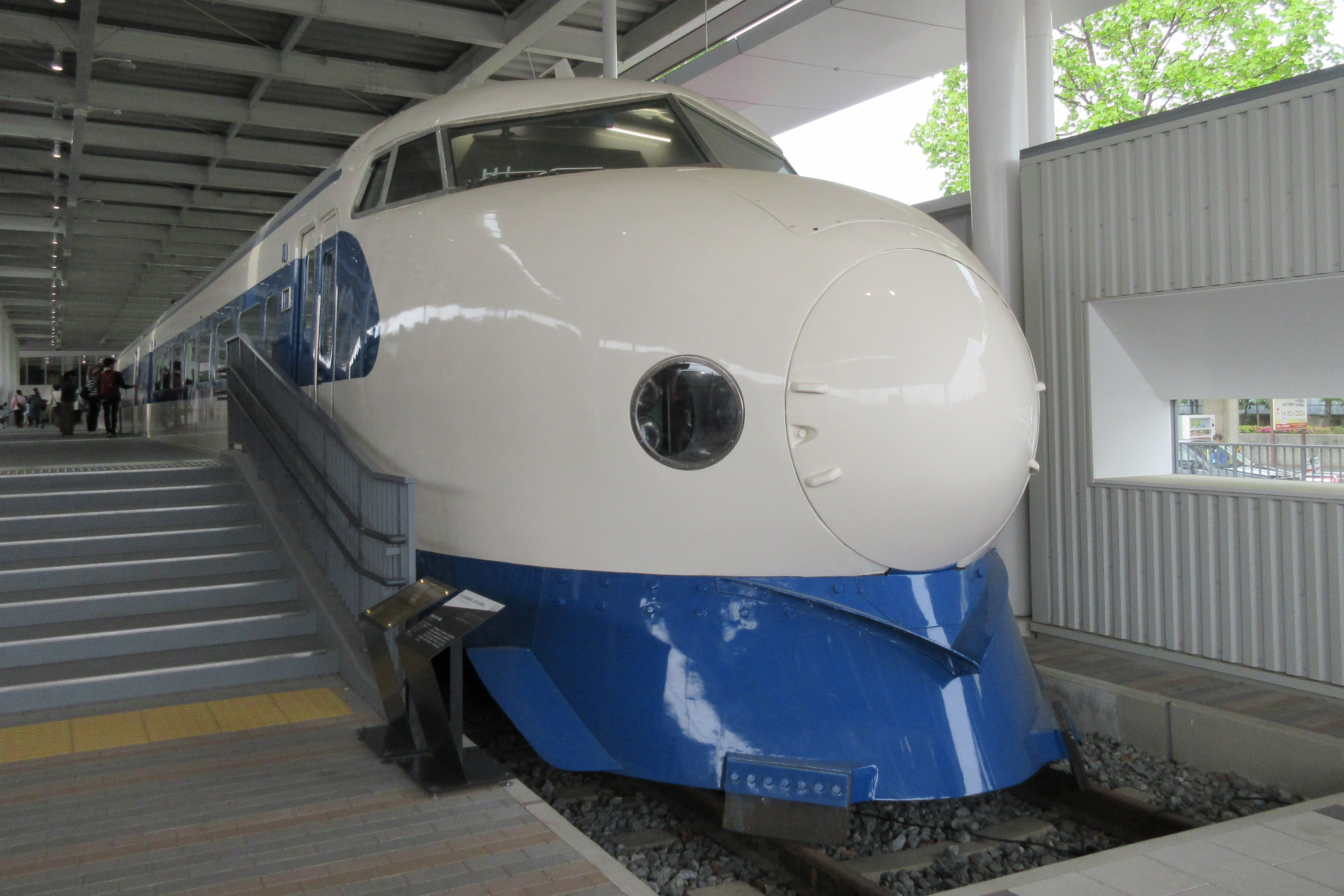
21-1

此外，铁道博物馆还保存有A编组、B编组的受电弓。

## 關連項目
- 新幹線0系電力動車組
- 新幹線951型電力動車組